# Армін Зандбіхлер
Армін Зандбіхлер (нім. Armin Sandbichler; нар. 1 січня 1985) — колишній австрійський тенісист.
Найвищу одиночну позицію світового рейтингу — 421 місце досяг 29 жовтня 2007, парну — 345 місце — 16 червня 2008 року.

## Титули ITF Ф'ючерс

### Одиночний розряд: (2)
| Ранг | Дата     | Турнір             | Покриття | Суперник     | Рахунок        |
| ---- | -------- | ------------------ | -------- | ------------ | -------------- |
| 1.   | Лют 2006 | Польща F1, Щецин   | Тверде   | Петр Кралерт | 7–6(4), 7–6(5) |
| 2.   | Чер 2008 | Австрія F5, Тельфс | Ґрунт    | Марк Зібер   | 7–5, 6–0       |

### Парний розряд: (5)
| Ранг | Дата     | Турнір                 | Покриття | Партнер               | Суперники                                        | Рахунок          |
| ---- | -------- | ---------------------- | -------- | --------------------- | ------------------------------------------------ | ---------------- |
| 1.   | Тра 2007 | Польща F2, Забже       | Ґрунт    | Андреас Гайдер-Маурер | Юган Брунстрем Філіп Столт                       | 3–6, 6–2, 6–2    |
| 2.   | Лип 2007 | Австрія F4, Фанданс    | Ґрунт    | Філіпп Освальд        | Тобіас Кек Богдан-Віктор Леонте                  | 6–4, 3–6, 7–6(8) |
| 3.   | Лип 2007 | Австрія F5, Тельфс     | Ґрунт    | Андреас Гайдер-Маурер | Серхіо Барберан-Мікель Едуальдо Бонет де Хісперт | 6–2, 3–6, 6–0    |
| 4.   | Лип 2007 | Австрія F6, Крамзах    | Ґрунт    | Філіпп Освальд        | Душан Кароль Філіп Земан                         | 7–6(3), 6–4      |
| 5.   | Лют 2008 | Швейцарія F1, Лойггерн | Тверде   | Дастін Браун          | Блажей Конюш Ґжеґож Панфіл                       | 6–3, 6–2         |